# Оукдейл (Луизиана)
Оукдейл (на английски: Oakdale) е малък град в централната част на щата Луизиана, САЩ. Градът има население от 7626 жители (по приблизителна оценка от 2017 г.).